# قاوشق (سياه منصور)
قاوشق (بالفارسية: قاوشق) هي قرية تقع في إيران في قسم سیاه منصور الريفي. يقدر عدد سكانها بـ 34 نسمة بحسب إحصاء 2016.